# Observatorio de Kitami
El Observatorio de Kitami se localiza en el Centro Cultural de la Región de Kitami-Abashiri, situado en el este de Hokkaidō, Japón. Su código de observatorio es el 400. Sus coordenadas geodésicas son 0.72344 radios terrestres desde el eje de rotación y +0.68811 radios terrestres desde el plano ecuatorial, con 143.7827 grados al este de Greenwich.
Los astrónomos aficionados Atsushi Takahashi y Kazuro Watanabe descubrieron una gran cantidad de asteroides desde este lugar. Hasta el año 2012 se habían realizado 680 descubrimientos desde Kitami.